# Escuela de segunda oportunidad
Las Escuelas de Segunda Oportunidad (E2O) son una respuesta educativa para jóvenes de 15 a 29 años sin empleo y que en su mayoría han sufrido una experiencia de fracaso en su escolarización ordinaria. 

## Modelo pedagógico
En España, tienen un modelo pedagógico propio basado en:
- Una formación innovadora a través de itinerarios flexibles e individualizados que permiten una continuidad educativa.
- Un acompañamiento integral con refuerzo en competencias básicas y laborales.
- Un apoyo integral en demandas sociales y una especial atención a los jóvenes más vulnerables.
- Una prioridad dada a la experiencia práctica mediante un vínculo estrecho con el mundo empresarial y una apuesta caracterizada por el trabajo en red.

## Historia
El concepto de Escuela de Segunda Oportunidad (E2O) surgió por primera vez en 1995 de una iniciativa de la Comisión Europea frente a los cambios provocados por la globalización. Edith Cresson, Comisaria Europea de Educación, presentó en 1995 el “Libro Blanco sobre la educación y la formación. Enseñar y aprender. Hacia la sociedad cognitiva”. Este documento, fundacional para el modelo E2O, hace el diagnóstico de que existen "demasiadas rigideces, demasiadas divisiones entre los sistemas de educación y de formación, no bastantes pasarelas, no bastantes posibilidades de acogerse a nuevos modos de enseñanza a lo largo de la vida". Como respuesta, un programa piloto europeo para la fundación de escuelas de segunda oportunidad fue impulsado en varios países de la Unión Europea. En el 2001, la Comisión Europea publicó una primera evaluación de los proyectos pilotos. Esa evaluación puso de relieve la eficacia del modelo en cuanto a la inserción social y profesional de los jóvenes sin cualificación. También subrayó la importancia de desarrollar este modelo en una perspectiva europea de "responsabilidad compartida". 
En 1996 comienzan a funcionar una serie de proyectos piloto que pretenden poner a prueba el sistema de trabajo de las escuelas de segunda oportunidad. En España existieron dos proyectos, uno en Barcelona y otro en Bilbao. A lo largo de dos años, se van probando distintos procedimientos de trabajo y tras una evaluación realizada por un organismo externo se hace un informe favorable al funcionamiento de este tipo de proyectos. 
En 1999 se constituye la Asociación Europea de Ciudades por las Escuelas de Segunda Oportunidad bajo la ley de asociaciones Francesa aunque con sede en Holanda. Dicha asociación pretende apoyar al naciente movimiento de proyectos de segunda oportunidad en toda Europa.
En 2016 se constituye la Asociación Española de Escuelas de Segunda Oportunidad, con el objetivo de aportar soluciones concretas y eficaces a todos los jóvenes sin empleo ni titulación en España a través del desarrollo de un modelo nacional de Escuelas de Segunda Oportunidad (E2O). Los socios fundadores firman el 11 de noviembre de 2015 en Barcelona un manifiesto y una carta de principios fundamentales de las E2O en España. Este documento se basa en los principios recogidos en el Libro Blanco de la Comisión Europea “Enseñar y Aprender – Hacia una sociedad del conocimiento”. La Asociación se constituye oficialmente en marzo de 2016.

## Asociación Española

### Fines
Seis entidades del estado español (Fundación Federico Ozanam, Fundación Tomillo, Peñascal Kooperatiba, Fundación Adsis, Fundació El Llindar, Fundación Proyecto Don Bosco) crearon el año 2016 la Asociación Española de Escuelas de Segunda Oportunidad. Cuatro años después, esta Asociación agrupa a más de 40 socios. Además de las escuelas, forman parte otras entidades que trabajan en el plano educativo, social, académico y empresarial, así como representantes de los propios jóvenes. Los objetivos de la Asociación son:
- Favorecer el reconocimiento del modelo E2O movilizando a los actores públicos y privados
- Reforzar la colaboración entre E2O españolas
- Desarrollar complementariedades con las políticas públicas
- Construir una cooperación activa a nivel europeo y en el ámbito mediterráneo

Desde 2016, la Asociación organiza cada año un evento anual para dar visibilidad al modelo E2O e intercambiar buenas prácticas. Después de los encuentros de Zaragoza (2016), Sevilla (2017)  y Bilbao (2018), el IV Encuentro Nacional de E2O tuvo lugar en Madrid los 2 y 3 de abril de 2019.

### Proceso de acreditación E2O
En España, para ser considerada como E2O, una escuela ha de pasar un proceso de acreditación en el que se procede a una evaluación del funcionamiento de la escuela con respecto a los principios fundamentales de una E2O. Evaluadores independientes participan en este proceso y garantizan la objetividad y la imparcialidad de la acreditación. Con 41 centros acreditados en febrero de 2020, España es la segunda red de escuelas de segunda oportunidad en Europa.

### Cooperación a nivel euro-mediterráneo
La Asociación desarrolla proyectos de movilidad para profesionales y jóvenes entre E2O españolas y de otros países, firmó en abril de 2018 un convenio de colaboración con la red francesa de E2O (Réseau E2C France) y forma parte de la red MedNC (“Méditerranée Nouvelle Chance”), un proyecto impulsado por la Unión por el Mediterráneo.

## La experiencia del Ayuntamiento de Gijón
En 2001 el Ayuntamiento de Gijón decide poner en marcha un proyecto de Escuela de Segunda Oportunidad (E2O). Aunque no se está muy conforme con la denominación del proyecto en sí, debido a que se considera que la formación es un derecho que tiene el individuo a lo largo de toda su vida, atendiendo al concepto de "long life learning" se adopta este término por aprovechar todas las sinergias que durante los años de prueba se estuvieron desarrollando con estos proyectos.
Para poder llevar a cabo este proyecto, el Ayuntamiento no crea una infraestructura nueva, sino que sirviéndose de los proyectos de Talleres de Empleo existentes en el territorio nacional y que pretenden capacitar profesionalmente a personas mayores de 25 años demandantes de empleo, contrata a 30 personas con estas características pero que en lugar de carecer de formación básica, cuentan con titulaciones universitarias, de tal modo que los/as trabajadores/as participantes de este proyecto de Taller de Empleo sean los/as tutores/as de los jóvenes en la E2O.
Este proyecto desarrollado a lo largo de más de siete años en el Ayuntamiento sirvió para formar a más de 120 trabajadores/as participantes facilitándoles posteriormente un empleo en el mercado laboral y atendió a más de 900 jóvenes del municipio en grave riesgo de exclusión social.
Dentro de las múltiples actividades desarrolladas en este proyecto, cabe destacar la participación de los jóvenes de Gijón en los encuentros internacionales que se organizaban todos los años en distintos países europeos, donde más de 300 jóvenes se juntaban a lo largo de una semana para convivir, disfrutar de su tiempo de ocio y aprender a enfrentarse a su difícil situación.
Actualmente la Escuela de Segunda Oportunidad es uno de los proyectos estrella del Ayuntamiento de Gijón para trabajar con jóvenes en riesgo de exclusión social que aparece recogido como tal en las medidas del Plan de Empleo 2008-2011 denominado Plan Innova. Ya no está desarrollado a través de los proyectos de Taller de Empleo, sino a través de las medidas del pacto de empleo local.
El Ayuntamiento de Gijón es socio de la Asociación Española de Escuelas de Segunda Oportunidad.